# Buigira
Buigira (Buiguire, Buiguira) ist ein Dorf an der Nordküste von Osttimor.

## Geographie
Buigira befindet sich an der nördlichen Küstenstraße, östlich von Laga im Sucos Nunira (Verwaltungsamt Laga, Gemeinde Baucau). Weiter östlich liegt, bereits im Suco Samalari, der Salzsee Lagoa Laram. In ihn münden mehrere Zuflüsse, die aber, wie der See, außerhalb der Regenzeit austrocknen.
In Buigira gibt es eine Grundschule, die Escolas Basicas Catolica Buigira. 2014 hatte sie etwa 70 Schüler.